# 2006년 11월
| 2006년: 1월 · 2월 · 3월 · 4월 · 5월 · 6월 · 7월 · 8월 · 9월 · 10월 · 11월 · 12월 |

| <          | 2006년 11월 | 2006년 11월  | 2006년 11월 | 2006년 11월 | 2006년 11월 | >          |
| 일         | 월          | 화           | 수          | 목          | 금          | 토         |
|            |             |              | 1 9.11 갑오 | 2 12 을미   | 3 13 병신   | 4 14 정유  |
| 5 15 무술  | 6 16 기해   | 7 17 경자    | 8 18 신축   | 9 19 임인   | 10 20 계묘  | 11 21 갑진 |
| 12 22 을사 | 13 23 병오  | 14 24 정미   | 15 25 무신  | 16 26 기유  | 17 27 경술  | 18 28 신해 |
| 19 29 임자 | 20 30 계축  | 21 10.1 갑인 | 22 2 을묘   | 23 3 병진   | 24 4 정사   | 25 5 무오  |
| 26 6 기미  | 27 7 경신   | 28 8 신유    | 29 9 임술   | 30 10 계해  |             |            |

| - 11월 2일 - 김태련 - 11월 5일 - 구논회 - 11월 10일 - 잭 팰런스 - 11월 18일 - 이동원 편집하기 |

## 2006년11월 30일
마이크로소프트의 새로운 운영체제인 윈도우 비스타가 발매되기 시작했다.

## 2006년11월 28일
- 제주공항에 착륙할 예정이었던 한성항공 소속 항공기가 활주로를 이탈하였다. 이 사고로 승객 6명이 부상을 입고 제주공항도 폐쇄되었으며, 이 사고로 몇 시간 동안 제주 항공의 항공사 이착륙이 중단되었다.

## 2006년11월 27일
- 노무현 대통령이 전효숙 헌법재판소장 지명을 철회했다.

## 2006년11월 25일
- 유홍준 문화재청장이 보신각종을 새로 만들어 서울특별시에 기증하겠다고 발언하였다.
- 제주도 서귀포시 마라도 인근 해상에서 어선이 침몰하여 3명이 사망하였다.

## 2006년11월 24일
- 대한민국 농림부는 10월 30일에 대한민국으로 반입된 미국산 쇠고기에서 수입 조건에 위배되는 뼛조각이 발견돼 수입이 불가하다는 판정과 함께 전량 폐기 또는 반송 조치할 예정이다.
- 일본 정부는 최근 전라북도 익산시에서 발생한 조류 인플루엔자 의심 바이러스에 대해 대한민국에서 생산되는 모든 닭고기의 수입을 일시적으로 중단하기로 결정했다.

## 2006년11월 23일
- 한국은행이 요구불 예금과 수시입출식 예금의 지급준비율을 5.0%에서 7.0%로 인상하였다.
- 전라북도 익산시에서 조류 인플루엔자로 추정되는 바이러스가 검출되었다.

## 2006년11월 21일
- 열린우리당의 임종인, 한나라당의 고진화, 민주노동당의 권영길, 민주당의 이낙연 의원 등 여야 의원 37명이 자이툰 부대의 이라크 철군을 촉구하는 결의안을 국회에 제출했다.

## 2006년11월 20일
- 미국의 증권 거래소 나스닥이 런던 증권 거래소 인수에 27억파운드를 제시했다. (더 타임즈)[깨진 링크(과거 내용 찾기)]

## 2006년11월 19일
- 닌텐도의 게임기 위가 북아메리카에서 발매되었다.

## 2006년11월 16일
- 대한민국에서 2007학년도 대학수학능력시험이 치러졌다.
- 프랑스 사회당의 대선후보 경선에서 여성 정치인 세골렌 루아얄이 승리했다.

## 2006년11월 14일
- 추병직 건설교통부 장관과 이백만 청와대 홍보수석, 정문수 청와대 경제보좌관이 사의를 표명했다.

## 2006년11월 12일
- 조용기 여의도 순복음교회 담임목사의 후임으로 이영훈 목사가 선출되었다.

## 2006년11월 8일
- 《괴물》이 1301만 9740명의 관람객 수로 개봉 105일 만에 상영을 종료했다.

## 2006년11월 7일
- 미국에서 중간 선거가 치러졌다. 이 선거에서 민주당이 승리했다.

## 2006년11월 5일
- 사담 후세인 이라크 전 대통령이 1심에서 사형을 선고받았다.

## 2006년11월 4일
- 노무현 대통령이 김대중 전 대통령의 자택을 방문하여 각종 현안에 대해 논의했다.

## 2006년11월 2일
- ‘낙화유수’로 알려진 김태련이 뇌출혈로 사망했다.

## 2006년11월 1일
- 베네수엘라와 과테말라는 중남미 몫의 국제 연합 안전보장이사회 비상임이사국 자리를 차지하기 위한 선거에서 47차례의 표대결 끝에 결국, 양측은 막후 협상을 통해 이사국 후보에서 동반 퇴진하는 대신 제3의 후보인 파나마를 공동 지지하기로 합의했다.